# Nogajská horda
Nogajská horda byla turkotatarská konfederace ve východní Evropě (na dnešním území Ruska a Kazachstánu), která vznikla koncem 14. století, po rozpadu chanátu Zlaté hordy.

## Území
Území nogajského státu zahrnovalo horské oblasti Kavkazu,[zdroj?] oblasti od řeky Volhy k řece Irtyš a území od Kaspického moře po Aralské jezero. Hlavním městem hordy byl Sarajdžik (turecky Saraycik), ležící na řece Ural, poblíž východní hranice s Kazašským chanátem, jehož zakladatelem se roku 1465 stala právě část Nogajců.

## Historie

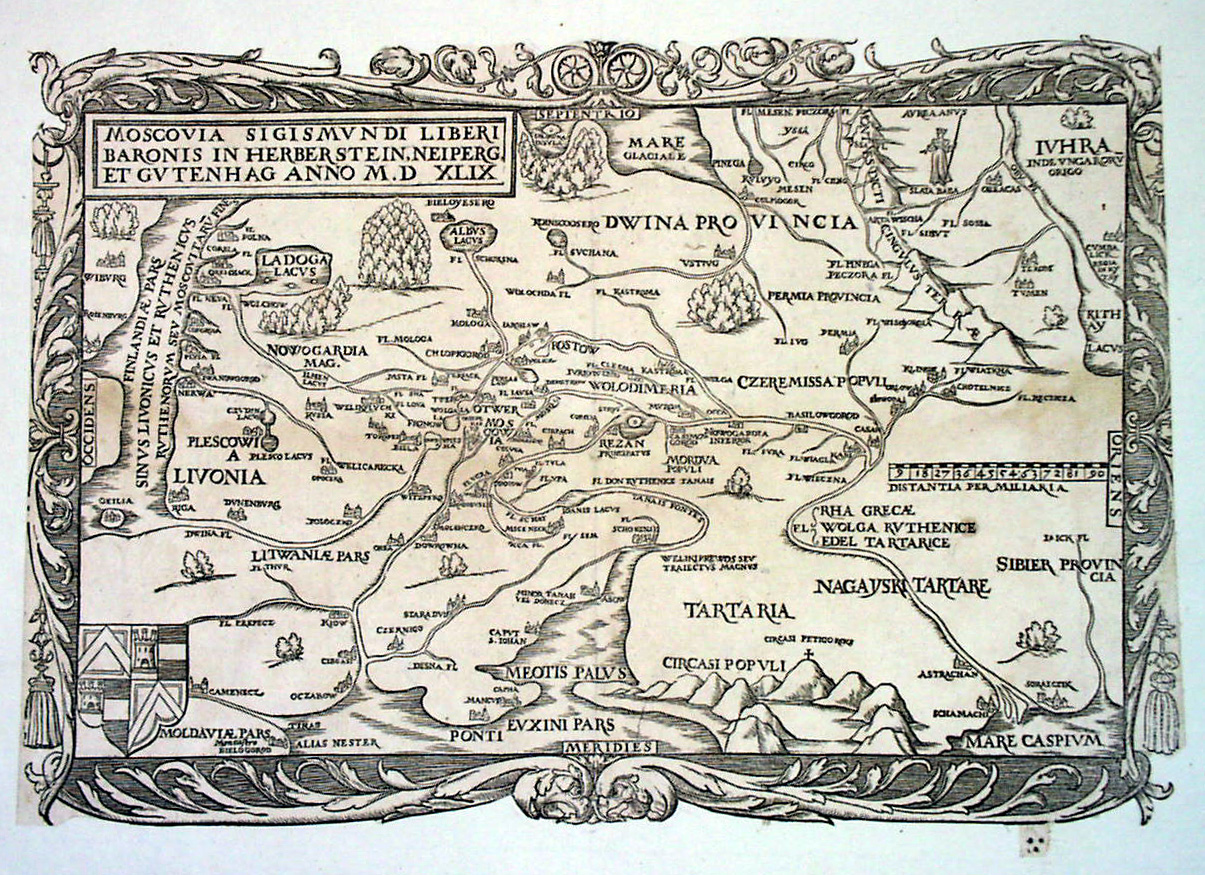
Mapa Moskevské Rusi z roku 1549 od Zikmunda von Herbersteina; území Nogajců (Nagayski Tartare) je zobrazeno v pravém spodním rohu, kolem dolního toku řeky Volhy.

Obyvatelé Nogajské hordy jsou dnes známí jako Nogajci. Vznikli sloučením dvou etnických skupin, a to turkických Kypčaků a Mongolů, kteří je ovládli.
Nogajská horda byla pojmenována po chánu Nogajovi (†1299), spoluvládci Zlaté hordy a prapravnukovi Čingischána, avšak skutečně vytvořena byla až vojevůdcem Edigejem (1400–10).
Po přičlenění Kazaňského (1552) a Astrachaňského chanátu (1556) k Ruskému carství, tj. Moskevské Rusi se Nogajská horda rozdělila do tří částí. „Větší Nogajská horda“ se zřejmě stala vazalem Moskevské Rusi, kdežto „Menší Nogajská horda“ se stala součástí Kalmyckého chanátu a „Altiulská horda“ zůstala nezávislá a byla rozptýlena do okolních oblastí.